# Francia agli VIII Giochi olimpici invernali
La Francia partecipò agli VIII Giochi olimpici invernali, svoltisi a Squaw Valley, Stati Uniti, dal 18 al 28 febbraio 1960, con una delegazione di 29 atleti impegnati in sei discipline.

## Medagliere

### Per discipline
| Sport      | Oro | Argento | Bronzo | Totale |
| ---------- | --- | ------- | ------ | ------ |
| Sci alpino | 1   | 0       | 2      | 3      |
| Totale     | 1   | 0       | 2      | 3      |

### Medaglie
| Medaglia | Atleta        | Sport      | Evento                   |
| -------- | ------------- | ---------- | ------------------------ |
| Oro      | Jean Vuarnet  | Sci alpino | Discesa libera maschile  |
| Bronzo   | Guy Périllat  | Sci alpino | Discesa libera maschile  |
| Bronzo   | Charles Bozon | Sci alpino | Slalom speciale maschile |